# Euselasia zena
Espèce
Euselasia zena est un insecte lépidoptère appartenant à la famille  des Riodinidae et au genre Euselasia.

## Dénomination
Euselasia zena a été décrit par William Chapman Hewitson en 1860 sous le nom de Eurygona zena.
Synonyme : Eurygona coccinella Bates, 1868.

### Sous-espèces
- Euselasia zena hermieri Brévignon, 1997; en Guyane.
- Euselasia zena tesora Brévignon et Gallard, 1997;(nom. nud.)[1].

### Formes
- Euselasia zena forme bellis; Stichel, 1919; au Pérou.
- Euselasia zena forme coccinea Rebillard, 1958; au Brésil et au Pérou.
- Euselasia zena forme conspicua Lathy, 1958; au Brésil.
- Euselasia zena forme frivola Stichel, 1919
- Euselasia zena forme ictina Rebillard, 1958;
- Euselasia zena forme libanochra Rebillard, 1958; au Brésil.
- Euselasia zena forme meconites Rebillard, 1958; au Brésil.
- Euselasia zena forme mira Stichel, 1924; au Brésil[1],[2].

## Description
Euselasia zena est un papillon de couleur noire avec une très grande flaque rouge vif aux antérieures et une tache rouge vif aux postérieures en position anale. L'autre face  marquée d'une ligne de discrets chevrons doublée d'une fine ligne rouge. Le revers pour les antérieures noir suffusé de cuivré avec une ligne blanche submarginale et une deuxième bien espacée. Les postérieures de couleur noire n'ont qu'une ligne blanche plus fine et plus discrète.

## Écologie et distribution
Euselasia zena est présent en Guyane, Colombie, au Brésil  et au Pérou.
Euselasia zena hermieri est endémique de la Guyane.

### Biotope
Il réside dans la forêt tropicale.